# Гринес, Вячеслав Зигмундович
Вячеслав Зигмундович Гринес (13 декабря 1946, Изяслав — 2 июля 2023, Красная Горбатка) — российский и советский математик, доктор физико-математических наук, профессор, известный представитель нижегородской школы по теории динамических систем.
Им опубликовано около двухсот научных публикаций, среди которых несколько монографий. Под его руководством защищены шесть кандидатских диссертаций, он награждён званием «Почётный работник высшего профессионального образования Российской федерации». Был членом редколлегии «Журнала Средневолжского математического общества».

## Биография
Родился в Изяславе Украинской ССР. Отец, Зигмунд Яковлевич Гринес, после немецкой оккупации Польши был вынужден оставить учёбу на четвёртом курсе юридического факультета Варшавского университета и бежать в СССР, где окончил юридический факультет Львовского университета и был направлен  на работу в адвокатур в Коканд. Здесь он познакомился с Беллой Павловной Дайн и уже после войны они на некоторое время поселились в Изяславе.
Вскоре семья переехала в город Муром Владимирской области, где прошло его детство и где он закончил среднюю школу. В 1964 году В. З. Гринес поступил на радиофизический факультет Горьковского государственного университета. После первого курса он перевелся на факультет вычислительной математики и кибернетики, где слушал лекции Е. А. Леонтович-Андроновой и Л. П. Шильникова по качественной теории дифференциальных уравнений. В 1969 году с отличием окончил университет (руководитель дипломной работы — Л. П. Шильников) и поступил на работу в отдел дифференциальных уравнений НИИ прикладной математики и кибернетики, который тогда возглавляла Е. А. Леонтович-Андронова.
В 1977 году защитил кандидатскую диссертацию (руководитель — С. Х. Арансон) и перешёл на работу на кафедру высшей математики и теоретической механики Горьковского сельскохозяйственного института, с 1994 по 2013 год был заведующим этой кафедры. В 1997 году защитил докторскую диссертацию на тему «Топологическая классификация структурно устойчивых диффеоморфизмов на поверхностях». C 2006 по 2015 год работал на кафедре численного и функционального анализа ННГУ в должности профессора, с 2015 года являлся главным научным сотрудником лаборатории топологических методов в динамике, с 2018 года — ординарным профессором НИУ ВШЭ.

## Научная деятельность
Важной чертой научных исследований В. З. Гринеса было сочетание топологических методов и результатов с методами теории динамических систем, что позволило ему в сотрудничестве с коллегами и учениками получить ряд фундаментальных результатов в теории динамических систем.
В начале 1970-х Гринесом и Арансоном была получена топологическая классификация транзитивных потоков на поверхностях рода выше единицы.  Этот результат принёс авторам широкую известность и стал значительным вкладом в появившуюся позднее теорию Аносова-Вейля, посвящённую исследованию взаимоотношений между асимптотическим поведением траекторий потоков на поверхностях и соответствующих геодезических. Эти результаты вошли в монографии «Гладкие динамические системы» и «Динамические системы с гиперболическим поведением», опубликованные в серии «Современные проблемы математики. Фундаментальные направления» в 1985 и 1991 годах соответственно. В 2021 году вышла монография В. З. Гринеса и Е. В. Жужомы «Surface Lamination and Chaotic Dynamical Systems», в которой изложены основы теории Аносова-Вейля и её применения к проблемам классификации динамических систем на поверхностях со сложными инвариантными множествами.  
В восьмидесятые и девяностые годы прошлого века Гринесом совместно с его учениками были получены условия топологической сопряженности структурно устойчивых диффеоморфизмов поверхностей с нетривиальными одномерными и нульмерными базисными множествами без сопряжённых точек, а также диффеоморфизмов Морса-Смейла с конечным множеством гетероклинических траекторий.
В начале нашего столетия Гринесом и Бонатти был обнаружен новый инвариант для каскадов Морса-Смейла на трехмерных многообразиях, описывающий  вложение сепаратрис седловых периодических точек. Этот результат стал отправной точкой почти двадцатилетней деятельности, в результате которой была получена полная топологическая классификация диффеоморфизмов Морса-Смейла на трёхмерных замкнутых многообразиях, условия существования энергетической функции для таких систем и заложена база для понимания динамики систем Морса-Смейла на многообразиях высшей размерности. Основные идеи исследования каскадов с регулярной динамикой изложены в книге  В. З. Гринеса и О. В. Починки «Введение в топологическую классификацию каскадов на многообразиях размерности два и три», вышедшей в 2011 году. Переработанный вариант этой книги в соавторстве с Т.В. Медведевым опубликован в 2016 году в издательстве Шпрингер. Новые результаты, касающиеся исследования систем с регулярной динамикой на многообразиях размерности четыре и выше, вошли в последнюю, пятую по счёту монографию «Проблемы топологической классификации многомерных систем Морса-Смейла» (2022), написанную Гринесом в соавторстве с Е.Я . Гуревич.